# Combat de tigre et de buffle
Combat de tigre et de buffle, ou Combat de tigre et de buffle dans une forêt tropicale, est un tableau réalisé en 1908 par le peintre français Henri Rousseau, dit le « Douanier Rousseau ». Partie des Jungles pour lesquelles l'artiste est particulièrement reconnu, cette peinture à l'huile représente un tigre immobilisant un buffle dans une forêt tropicale. Elle est conservée au Cleveland Museum of Art, à Cleveland, aux États-Unis.

## Version de l'Ermitage

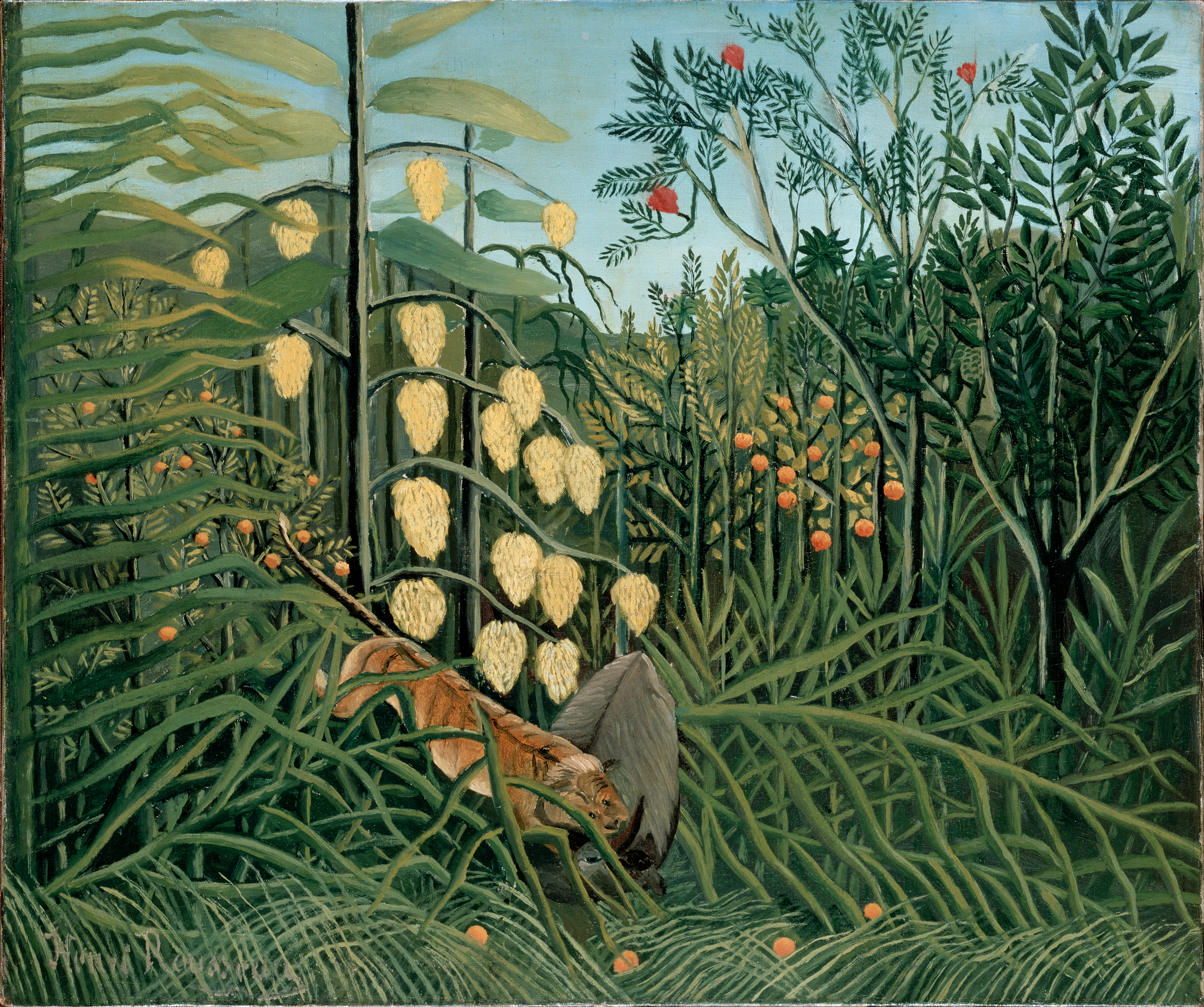
Combat de tigre et de buffle au musée de l'Ermitage.

Une copie réalisée par Rousseau en 1908-1909 est conservée au musée de l'Ermitage, à Saint-Pétersbourg. Elle présente des touches plus grossières qui résultent de la volonté de l'artiste de répondre à la commande au plus vite. Avant d'arriver à l'Ermitage en 1930, cette peinture à l'huile sur toile de 46 × 55 cm faisait partie de la collection de Sergueï Chtchoukine. Elle est représentative du primitivisme en peinture.